# Jarmila Švabíková
Pour les articles homonymes, voir Švabíková.
Jarmila Švabíková, née le 18 août 1906 à Vienne et morte le 12 mars 1969 à Prague, est une actrice de théâtre et de cinéma tchécoslovaque.

## Biographie
Elle étudie au Conservatoire d'État de Brno, dont elle est diplômée en 1924. Elle travaille pour l'ensemble d'avant-garde Českého studia de Vladimír Gamza (cs) en 1924-1925 puis est engagé dans les théâtres de Prague et joue en 1927 pour Jiří Plachý. Elle se produit également au Théâtre tchèque d'Olomouc (Moravské divadlo Olomouc (cs)).
En 1929-1930, puis de 1933 à 1938, elle officie au Théâtre libéré. De 1938 à 1941, elle est membre de la troupe du Divadlo Vlasty Buriana (cs) avec Jaroslav Marvan (cs), Václav Trégl, Čeňek Šlégl (cs) et d'autres. Elle passe ensuite deux années au Lidové divadlo Uranie (cs) (1941-1942 ), et, de 1942 à 1954, est membre de la troupe du Théâtre de Vinohrady. Elle travaille ensuite aux Théâtres municipaux de Prague (Městská divadla pražská (cs)) de 1954 à 1969.
Elle épouse l'acteur Josef Gruss. Sa sœur cadette, Zdeňka Švabíková, épouse de l'écrivain František Kožík, est également actrice.
Elle est enterrée dans la tombe familiale de František Kožík au cimetière Vinohrad de Prague.

## Filmographie
- 1933 : Na sluneční straně de Vladislav Vančura : une serveuse
- 1936 : Velbloud uchem jehly de Hugo Haas : une membre du Social Club
- 1937 : Filosofská historie de Otakar Vávra : une combattante sur une barricade
- 1937 : Svět patří nám de Martin Frič : une ouvrière
- 1938 : Včera neděle byla de Walter Schorsch : Madame Kalašová
- 1941 : Modrý závoj de Jan Alfréd Holman (cs) : la femme du réalisateur
- 1943 : Čtrnáctý u stolu de Oldřich Nový et Antonín Zelenka : Linhartová
- 1944 : Počestné paní pardubické de Martin Frič : une couturière
- 1945 : Řeka čaruje de Václav Krška : la pharmacienne
- 1957 : Poslušně hlásím de Karel Steklý : la femme en blouse blanche
- 1963 : Strach de Petr Schulhoff : la propriétaire Grossová
- 1966 : Ženu ani květinou neuhodíš de Zdeněk Podskalský : une vendeuse de lingerie
- 1968 : Vajíčko de Ota Ornest et Eduard Landisch : Madame Berthoulletová